# Home and Away (Beverly Hills, 90210)
Home and Away is de tiende aflevering van het derde seizoen van het tienerdrama Beverly Hills, 90210, die voor het eerst werd uitgezonden op 7 oktober 1992.

## Verhaal
Als er een schietpartij plaatsvindt op een rivaliserende school van West Beverly High, waarbij twee studenten omkomen, wordt een geplande footballwedstrijd tussen de twee scholen gestaakt. Samen met Jordan Banner, een leerling van de andere school, wil hij een artikel voor de Blaze, de schoolkrant van West Beverly High, schrijven. Brandon vindt het namelijk verschrikkelijk dat het niemand op zijn meer hoogstaande en duurdere school kan schelen dat er twee leerlingen zijn omgekomen en vindt het vreemd dat iedereen zich richt op een schoolfeest dat wordt georganiseerd door Brenda.
Brandon nodigt persoonlijk alle leerlingen van de andere school uit, waar hij veel ophef mee maakt op zijn school. Brenda is kwaad op hem dat hij wellicht haar feest kan verpesten en de faculteit van de school wil het verbieden, aangezien ze vrezen voor de veiligheid van de leerlingen.
Ondertussen bereidt Kelly zich voor op de komst van haar vader, die haar en haar moeder als kind heeft verlaten. Als hij niet komt opdagen, is het Dylan die haar troost. Voor David zal het feest ook belangrijk worden, als belangrijke mensen met veel macht in de muziekindustrie komen kijken naar zijn optreden dat hij er zal geven. Hij wordt bewonderd door Sue, die met hem begint te flirten. Donna merkt dit op en kan dit moeilijk accepteren. Als Sue David probeert te zoenen, weert hij haar van zich af.
Uiteindelijk komen de leerlingen van de andere school opdagen en mogen na veel ophef naar binnen komen. Hier leggen ze het bij met de leerlingen van de andere school.

## Rolverdeling
- Jason Priestley - Brandon Walsh
- Shannen Doherty - Brenda Walsh
- Jennie Garth - Kelly Taylor
- Ian Ziering - Steve Sanders
- Gabrielle Carteris - Andrea Zuckerman
- Luke Perry - Dylan McKay
- Brian Austin Green - David Silver
- Tori Spelling - Donna Martin
- Carol Potter - Cindy Walsh
- James Eckhouse - Jim Walsh
- Joe E. Tata - Nat Bussichio
- Dana Barron - Nikki Witt
- Mark Kiely - Gil Meyers
- Nicholle Tom - Sue Scanlon
- Michael Rawlins - Jordan Banner
- Denise Dowse - Mrs. Yvonne Teasley
- David Lascher - Kyle Conners
- Michael Cudlitz - Tony Miller
- Mushond Lee - Will
- Dwayne L. Barnes - G-loc
- Damon Elliott - Kody